# York (Verenigd Koninkrijk)
York is een unitary authority met de officiële titel van city, en het is een district in het noorden van Engeland met North Yorkshire als ceremonieel graafschap.
De vestingstad ligt aan de samenvloeiing van de Ouse en de Foss. Vooral de Ouse treedt regelmatig buiten haar oevers, waardoor de stad gedeeltelijk onder water komt te staan.
De unitary authority die sinds 1996 de naam 'City of York' draagt, en waaronder ook omliggende landelijke gebieden vallen, telde in 2007 193.300 inwoners, in 2018 geschat op 210.000.
In de stad staat de grootste middeleeuwse kathedraal van Noord-Europa, de Minster, die beroemd is om haar gebrandschilderde ramen. De aartsbisschop van York is de op een na belangrijkste gezagsdrager in de Anglicaanse Kerk, na de aartsbisschop van Canterbury. De huidige aartsbisschop is de in Oeganda geboren John Sentamu. Het oude stadscentrum is nog ommuurd en telt vier stadspoorten.
Bij het station York is het National Railway Museum gelegen, het grootste treinmuseum van Europa. Hier staan tientallen locomotieven en treinstellen.

## Geschiedenis
De stad kent een lange geschiedenis. Archeologische vondsten wijzen erop dat het gebied waar nu York ligt al zeker 7000 of 8000 jaar voor Chr. werd bewoond. De stad zelf werd echter in het jaar 71 na Chr. gesticht door de Romeinen en heette aanvankelijk Eboracum. De eerste vermeldingen van de stad stammen uit 95-104 n.Chr. Voor de Romeinen was Eboracum een belangrijke militaire basis; keizer Septimius Severus overleed er in 211; 95 jaar later stierf keizer Constantius Chlorus in Eboracum, de vader van Constantijn de Grote, die daar de titel augustus kreeg. Later kwam het gebied in handen van de Angelen, en veranderde de naam van de stad in Eoferwic. In 866 werd Eoferwic veroverd door de Vikingen, die de stad Jórvík noemden. In de 9e en 10e eeuw was York hoofdstad van de Danelaw, de Vikingkolonie in East Anglia. Rond het jaar 1000 raakte de naam York in gebruik.
In 1298 werd York de tijdelijke hoofdstad van Engeland. Koning Eduard I van Engeland verplaatste zijn parlement en hofhouding naar York om op die manier beter de leiding te kunnen nemen over de invasie in Schotland. Ruim zes jaar lang zou het parlement in York blijven.

## Lijst van bezienswaardigheden
- York Minster, grote kathedraal
- Treasurer's House
- Stadswallen van York
- Merchant Adventurers' Hall
- Barley Hall
- Clifford's Tower
- National Centre for Early Music
- The Shambles

## Musea
- Jorvik Viking Centre, The "Viking City", over het leven van de Vikingen
- Archaeological Resource Centre
- Bar Convent Museum
- Micklegate Bar Museum
- National Railway Museum
- York Castle Museum
- Yorkshire Museum
- Roman Bath Museum
- York Art Gallery

## Plaatsen in district York
Acomb, Bootham, Cawood, Clifton, Crockey Hill, Derwenthorpe, Dringhouses, Escrick, Fishergate, The Groves, Heworth, Holgate, Knapton, Layerthorpe, Middlethorpe, Moor End, South Bank, Stamford, Tang Hall, West Huntington, Woodthorpe.

## Civil parishesin district York
Acaster Malbis, Askham Bryan, Askham Richard, Bishopthorpe, Clifton Without, Copmanthorpe, Deighton, Dunnington, Earswick, Elvington, Fulford, Haxby, Heslington, Hessay, Heworth Without, Holtby, Huntington, Kexby, Murton, Naburn, Nether Poppleton, New Earswick, Osbaldwick, Rawcliffe, Rufforth, Skelton, Stockton-on-the-Forest, Strensall with Towthorpe, Upper Poppleton, Wheldrake, Wigginton.

## Stedenbanden
- Dijon (Frankrijk)
- Münster (Duitsland)

## Galerij

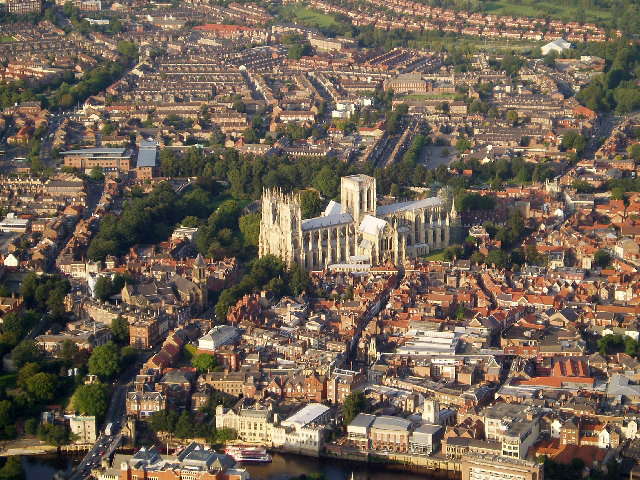
Het centrum van York met in het midden de kathedraal van York
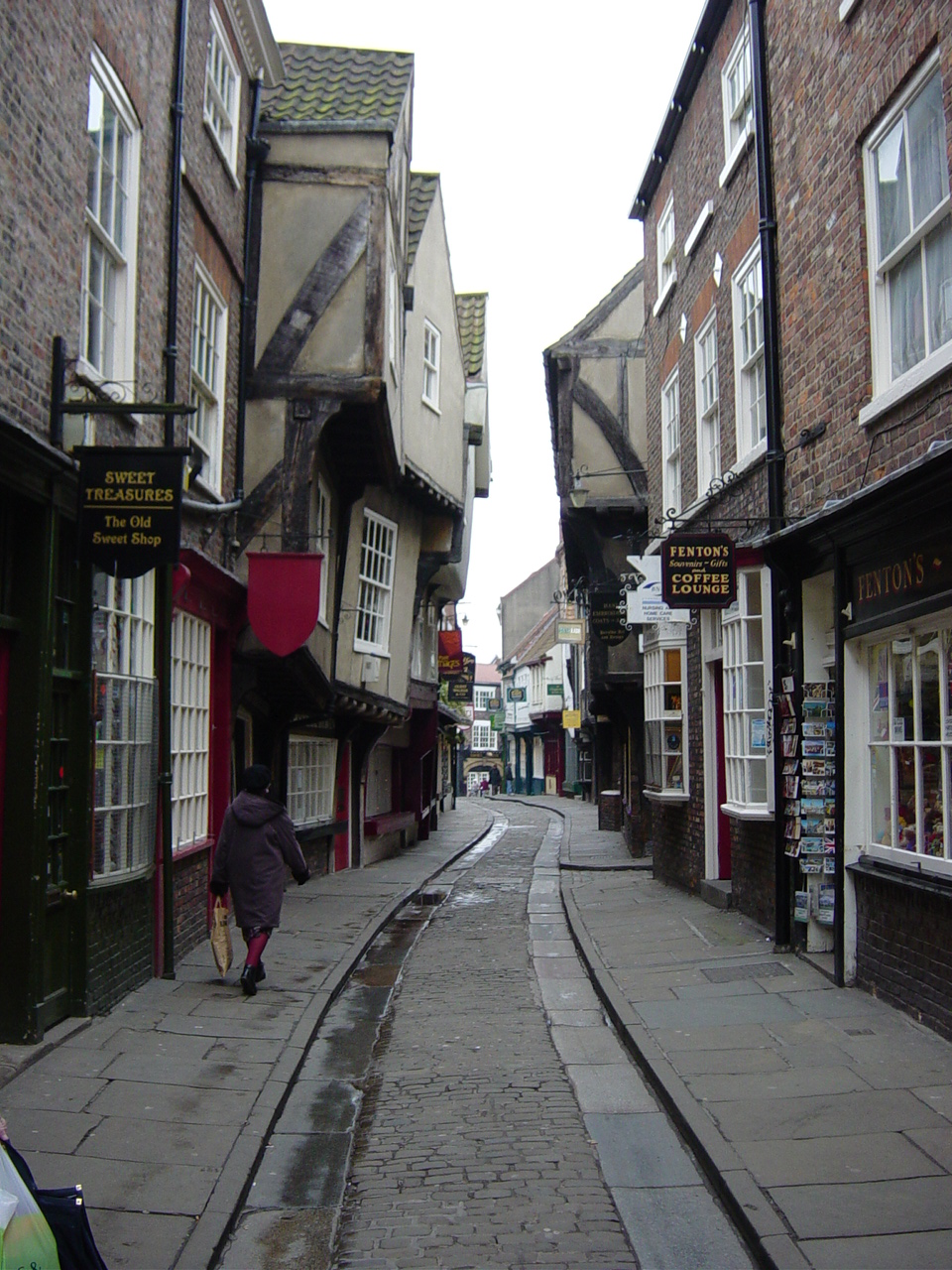
The Shambles, een straat in York
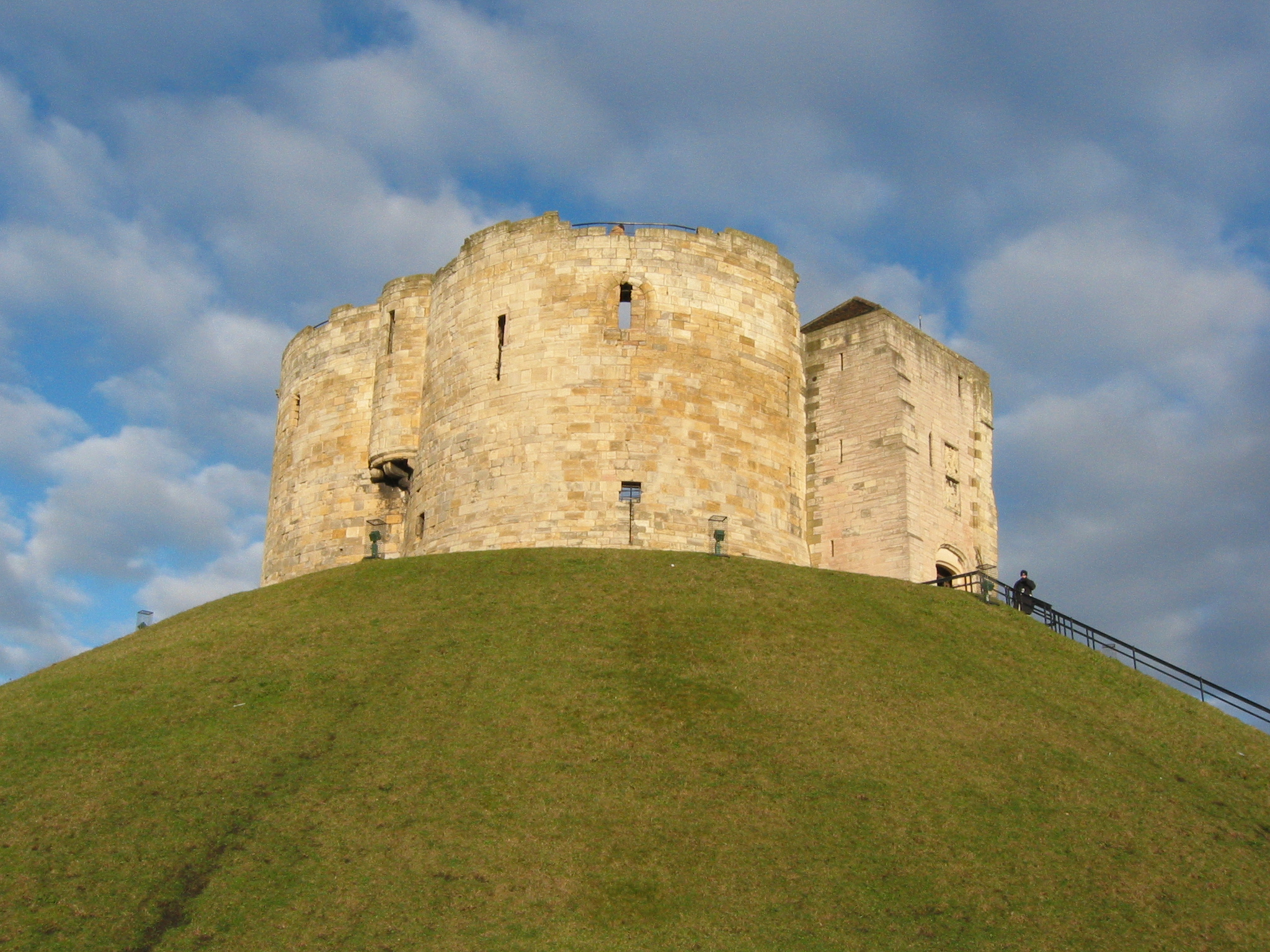
Clifford's Tower
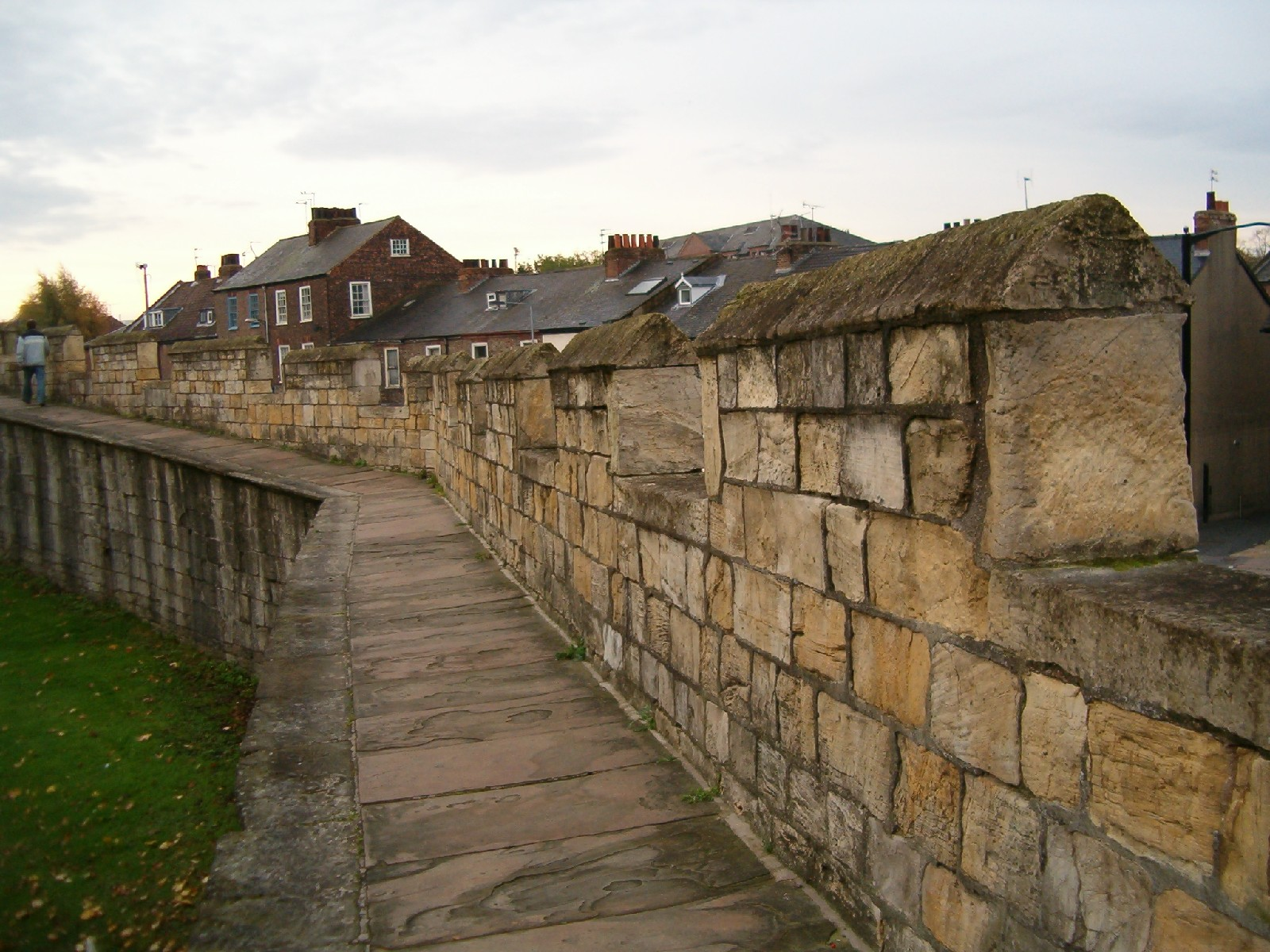
Stadsmuur van York, nog grotendeels intact